# Форчик, Альберт
Роберт Альберт Форчик — американский офицер и военный историк.
Служил офицером 2-й и 4-й пехотных дивизий армии США и офицером военной разведки. Уволился из армии в звании подполковника. Впоследствии получил степень доктора философии в области международных отношений и национальной безопасности в Университете Мэриленда в Колледж-Парке. Работает консультантом в Вашингтоне. Автор научно-популярной литературы по военной истории, в том числе, по истории военных действий на Восточном фронте во время Второй мировой войны.

## Труды
- We March against England, Operation Sea Lion 1940—1941, 2016, ISBN 978-1-4728-1485-2.
- The Dnepr 1943: Hitler’s Eastern Rampart Crumbles, 2016, ISBN 978-1-4728-1237-7.
- The Caucasus 1942-43: Kleist’s race for oil, 2015, ISBN 978-1-4728-0583-6.
- Where the Iron Crosses Grow, the Crimea 1941—1944, 2014, ISBN 978-1-78200-625-1.
- Kharkov 1942: The Wehrmacht strikes back, 2013, ISBN 978-1-78096-157-6.
- Tank Warfare on the Eastern Front 1941—1942, 2013, ISBN 978-1-78346-278-0.
- Demyansk 1942-43: The frozen fortress, 2012, ISBN 978-1-84908-552-6.
- Georgy Zhukov, 2012, ISBN 978-1-84908-556-4
- Walter Model, 2011, ISBN 978-1-4728-0151-7.
- German Commerce Raider vs British Cruiser: The Atlantic & The Pacific, 1941, 2010, ISBN 978-1-84603-918-8.
- Erich von Manstein, 2010, ISBN 978-1-84603-221-9.
- Leningrad 1941-44: The Epic Siege, 2009, ISBN 978-1-84603-441-1.
- Warsaw 1944. Poland’s Bid for Freedom, 2009, ISBN 978-1-84603-352-0.
- Russian Battleship vs Japanese Battleship. Yellow Sea 1904-05, 2009, ISBN 978-1-84603-330-8.
- Sevastopol 1942: Von Manstein’s triumph, 2008, ISBN 978-1-84603-221-9.
- Nez Perce 1877: The Last Fight, 2007, ISBN 978-1-84908-191-7.
- Panther vs T-34: Ukraine 1943, 2007, ISBN 978-1-84603-149-6.
- Moscow 1941: Hitler’s First Defeat, 2006, ISBN 978-1-84603-017-8.
- Toulon 1793: Napoleon’s first great victory, 2005, ISBN 978-1-84176-919-6.